# Норт-Крік (Нью-Йорк)
Норт-Крік (англ. North Creek) — переписна місцевість (CDP) в США, в окрузі Воррен штату Нью-Йорк. Населення — 562 особи (2020).

## Географія
Норт-Крік розташований за координатами 43°41′29″ пн. ш. 73°59′8″ зх. д. / 43.69139° пн. ш. 73.98556° зх. д. (43.691282, -73.985525).  За даними Бюро перепису населення США в 2010 році переписна місцевість мала площу 4,26 км², з яких 4,13 км² — суходіл та 0,13 км² — водойми. В 2017 році площа становила 4,70 км², з яких 4,55 км² — суходіл та 0,15 км² — водойми.

## Демографія
Згідно з переписом 2010 року, у переписній місцевості мешкало 616 осіб у 283 домогосподарствах у складі 159 родин. Густота населення становила 145 осіб/км².  Було 449 помешкань (105/км²).
Расовий склад населення:
| - 97,4 % — білих - 0,6 % — азіатів - 0,3 % — чорних або афроамериканців - 0,2 % — корінних американців - 1,1 % — осіб інших рас |

До двох чи більше рас належало 0,3 %. Частка іспаномовних становила 2,3 % від усіх жителів.
За віковим діапазоном населення розподілялося таким чином: 19,2 % — особи молодші 18 років, 61,0 % — особи у віці 18—64 років, 19,8 % — особи у віці 65 років та старші. Медіана віку мешканця становила 46,3 року. На 100 осіб жіночої статі у переписній місцевості припадало 96,8 чоловіків;  на 100 жінок у віці від 18 років та старших — 90,8 чоловіків також старших 18 років.
Середній дохід на одне домашнє господарство  становив 49 109 доларів США (медіана — 37 969), а середній дохід на одну сім'ю — 72 515 доларів (медіана — 54 722). За межею бідності перебувало 9,9 % осіб, у тому числі 50,0 % дітей у віці до 18 років та 4,8 % осіб у віці 65 років та старших.
Цивільне працевлаштоване населення становило 150 осіб. Основні галузі зайнятості: мистецтво, розваги та відпочинок — 24,7 %, роздрібна торгівля — 14,7 %, виробництво — 14,7 %.